# The Lucky Country
The Lucky Country (en español: El país suertudo) es un libro de 1964 escrito por Donald Horne. El título se ha convertido en un epíteto para Australia y se utiliza generalmente de forma favorable, aunque el origen de la frase era negativo en el contexto del libro. Entre otras cosas, se ha utilizado en referencia a los recursos naturales de Australia, su clima, su historia, su temprana dependencia del sistema británico, su lejanía de los problemas de otras partes del mundo y otros tipos de supuesta prosperidad.
La intención de Horne al escribir el libro era retratar el ascenso de Australia al poder y a la riqueza basándose casi por completo en la suerte y no en la fortaleza de su sistema político o económico, que Horne consideraba de «segunda categoría». Además de las debilidades políticas y económicas, también se lamentaba de la falta de innovación y ambición, así como de un filisteísmo en ausencia de arte, entre la población australiana, vista por Horne como complaciente e indiferente a los asuntos intelectuales. También comentó asuntos relacionados con el puritanismo australiano, así como con el conservadurismo, especialmente en relación con la censura y la política.

## Resumen
El título del libro de Horne procede de las palabras iniciales del último capítulo del libro:
Australia es un país afortunado dirigido principalmente por gente de segunda que comparte su suerte. Vive de las ideas de los demás y, aunque su gente corriente es adaptable, la mayoría de sus dirigentes (en todos los campos) carecen tanto de curiosidad por los acontecimientos que les rodean que a menudo les cogen por sorpresa.
La declaración de Horne era una acusación contra la Australia de los años sesenta. Su intención era comentar que, mientras otras naciones industrializadas creaban riqueza utilizando medios inteligentes como la tecnología y otras innovaciones, Australia no lo hacía. Más bien, la prosperidad económica de Australia se derivaba en gran medida de sus ricos recursos naturales y de la inmigración. Horne observó que Australia «mostraba menos espíritu emprendedor que casi cualquier otra sociedad industrial próspera».
En su libro de 1976, Death of the Lucky Country, Horne aclaró lo que había querido decir cuando acuñó el término por primera vez:
Cuando inventé la frase en 1964 para describir Australia, dije: «Australia es un país afortunado dirigido por gente de segunda que comparte su suerte». No me refería a que tuviera muchos recursos materiales ... Tenía en mente la idea de Australia como una sociedad derivada [de la británica] cuya prosperidad en la gran era de la manufactura procedía de la suerte de sus orígenes históricos ... Al estilo afortunado nunca nos hemos «ganado» nuestra democracia. Simplemente hemos seguido algunos hábitos británicos.
En las décadas que siguieron a la publicación de su libro, Horne se mostró crítico con la expresión «país afortunado», que se utilizaba como término cariñoso para referirse a Australia. Comentó: «He tenido que soportar la basura más espantosa cuando sucesivas generaciones aplicaron mal esta frase».